# Ferdynand I Medyceusz
Ferdinando I de’ Medici (ur. 30 lipca 1549 we Florencji, zm. 3 lutego 1609) – Wielki Książę Toskanii panujący w latach 1587–1609, kardynał w latach 1563–1588.

## Życiorys
Urodzony we Florencji, jako piąty syn Cosima I de’ Medici i Eleonory z Toledo.
6 stycznia 1563 papież Pius IV wyniósł go do godności kardynalskiej. Pierwszy tytuł kardynała diakona Santa Maria in Domnica otrzymał w 1565 roku, następny kardynała diakona Sant Eustachio w 1585, a ostatni kardynała diakona Santa Maria in Via Lata w 1587. W 1588 roku zrezygnował z godności kardynalskiej. Po śmierci brata Francesca w 1587 roku objął tron Wielkiego Księstwa Toskanii. Talenty organizacyjne zdobyte podczas wcześniejszego pobytu w Rzymie pozwoliły Ferdynandowi na sprawne zarządzanie księstwem. Zgodził się na osiedlenie wypędzonych z Hiszpanii Żydów. W polityce zagranicznej wspierał Henryka IV, króla Francji w walce z Ligą Katolicką. Wzmocnił również flotę w celu zwalczania piratów oraz tureckiej dominacji na wodach Morza Śródziemnego.
Tron po nim objął jego najstarszy syn Cosimo.